# Morizécourt
Morizécourt é uma comuna francesa na região administrativa do Grande Leste, no departamento de Vosges. Estende-se por uma área de 10.68 km². Em 2010 a comuna tinha 108 habitantes (densidade: 10,1 hab./km²).